# Patrologia Graeca
Patrologia Graeca (Греческая патрология) — отредактированное собрание трудов Отцов Церкви и различных светских авторов, написанных на греческом койне и византийском (среднегреческом) языке. Состоит из 161-го тома, напечатанных в 1857—1866 годах в Католической типографии Миня. Включает восточных Отцов и тех западных авторов, которые писали свои труды прежде, чем латинский язык стал преобладающим на Западе среди христиан в III веке, например ранние авторы, известные как Апостольские мужи, Послания Климента, Пастырь Гермы, Евсевий Памфил, Ориген, Василий Великий, Григорий Назианин, Григорий Нисский и так далее.
В реальности собрание содержит не 161 том, а 167 томов: 16-й и 87-й разделены на три части, а 7-й и 86-й — на две.
Первое издание содержит только латинские переводы оригиналов (81-й том, 1856—1861). Второе издание содержит греческий текст с параллельным латинским переводом (166 томов, 1857—1866). Текст скомпонован так, что колонке текста на греческом языке соответствует на той же странице колонка латинского перевода. В случаях, когда греческий оригинал был потерян, как, например, произошло с некоторыми текстами Иринея Лионского, существующие греческие фрагменты помещены среди латинского текста. В одном случае оригинал сохранён только на сирийском языке и переведён на латинский. Очень часто информация об авторе также представлена на латинском языке.
Дорофей Схолариос добавил к изданию неполный список авторов и тем (Афины, 1879), а затем создал полное оглавление издания (Афины, 1883). В 1912 году Abud Fratres Garnier Editions опубликовало индекс томов Patrologia Graeca под редакцией Фердинандо Кавалеро.
Несмотря на недостатки и давность издания, Patrologia Graeca не потеряла своей значимости до настоящего времени. Хотя при подготовке издания рукописи не изучались, а перепечатывались уже существовавшие издания, но объединение зачастую малодоступных книг в одно собрание существенно облегчило работу учёных. При академическом цитировании Восточных Отцов Церкви принято указывать, что текст находится в данном издании (что обозначается аббревиатурой PG), номер тома и номер столбца издания.

## Список томов
Как и в Patrologia Latina, авторы (с несколькими исключениями) расположены в хронологическом порядке, охватывая период от самых ранних христианских авторов до времени падения Константинополя.

### Доникейские авторы
PG 1: Климент Римский,
PG 2: Климент Римский, Послание Варнавы, Пастырь Гермы, Послание к Диогнету, анонимные Заветы 12 патриархов
PG 3: Псевдо-Дионисий Ареопагит
PG 4: Максим Исповедник (VII век) комментарий к Дионисию, Георгий Пахимер (XIV век) комментарий к Дионисию
PG 5: Игнатий Антиохийский, Поликарп Смирнский, Эварист (папа римский), Александр I (папа римский), Сикст I, Телесфор (папа римский), Гигин (папа римский), Пий I, Аникет (папа римский), Сотер (папа римский), Елевферий (папа римский), Мелитон Сардийский, Папий Иерапольский, Кодрат Афинский, Аристид Афинский, Агриппа Кастор, Аристон Пелльский, Аполлинарий Клавдий, Егесипп, Пантен, Родон, Максим, епископ Иерусалимский, Поликрат Эфесский, Феофил Кесарийский, Серапион Антиохийский, Аполлоний Эфесский, Анонимные авторы (Ανώνυμοι), Виктор I (папа римский), Архэос, епископ Африканский.
PG 6: Иустин Философ, Тациан, Афинагор Афинский, Феофил Антиохийский, Гермий
PG 7 a: Ириней Лионский «Против ересей»
PG 7 b: Ириней Лионский
PG 8: Климент Александрийский: «Протрептик, или увещание к эллинам», «Педагог», «Строматы» часть 1 — 4
PG 9: Климент Александрийский: «Строматы» часть 5 — 8, «Кто из богатых спасётся», «Извлечения из произведений Феодота и так называемой восточной школы времен Валентина», «Извлечения из Пророков», фрагменты сочинений
PG 10: Зефирин, Гай Римский, Секст Юлий Африкан, Каликст I, Урбан I, Астерий Урбан, Понтиан (папа римский), Антер (папа римский), Фабиан (папа римский), Анатолий Лаодикийский, Феогност Александрийский, Пиерий, Малхион, Ипполит Римский, Григорий Чудотворец, Дионисий Александрийский, Макарий Великий, Архелай, епископ Месопотамский, Памфил мученик, Филеас Тмуитский, Феона Александрийский
PG 11: Ориген: «Письмо к Юлию Африкану», «Письмо к св. Григорию Чудотворцу (еп. Неокесарийскому»), послания, фрагменты книги «Строматы», «О началах», «Увещание к мученичеству», «Против Цельса» и т. д.
PG 12: Ориген: «Беседы на книги: Бытие, Исход, Левит, Числа, Второзаконие, Иисус Навин, Книга Судей Израилевых, Иов», «Толкование Псалтыри»
PG 13: Ориген: «Беседы на книги: Книга притчей Соломоновых, Песнь Песней, Исаия, Иеремия, Иезекииль, Осия, Евангелие от Матфея, Евангелие от Луки»
PG 14: Ориген: «Беседы на книги: Евангелие от Иоанна, Деяния святых апостолов, Послание к Римлянам». фрагменты на «Беседы на книги: Послание к Галатам, Послание к Ефесянам, Послание к Колоссянам, Послание к Фессалоникийцам, Послание к Титу, Послание к Филимону, Послание к Евреям», «Филокалия»
PG 15: Ориген: «Гексапла»
PG 16 часть 1: Ориген: «Гексапла» (Вторая книга Царств, Третья книга Царств, Четвёртая книга Царств, Первая книга Паралипоменон, Вторая книга Паралипоменон, Книга Иова, Псалтырь)
PG 16 часть 2: Ориген: «Гексапла» (Книга притчей Соломоновых, Книга Екклесиаста, Песнь песней Соломона, Книга пророка Исаии, Книга пророка Иеремии, Плач Иеремии)
PG 16 часть 3: Ориген: «Гексапла» (Книга пророка Иезекииля, Книга пророка Даниила, Книга Двенадцати пророков); «Философумена» (Философские мнения или обличение на все ереси)
PG 17: Ориген: Spuria
PG 18: Мефодий Олимпийский, Александр Ликопольский, Пётр Александрийский, Александр Александрийский, Евстафий Антиохийский, Тит Бострийский, Феодор Мопсуестийский

### IV век
PG 19: Евсевий Кесарийский: «Хроника» и два прибавления: «Samuelis Aniensis temporum usque suam ætatem ratio», «Veterum scriptorum opuscula chronologica et astronomica ex recensione D. Petavii»
PG 20: Евсевий Кесарийский: «Церковная история», «Жизнь Константина», Oratio Constantini imperatoris ad sanctorum coetum, «Книга о палестинских мучениках», и т. д.
PG 21: Евсевий Кесарийский: «Подготовка к Евангелию»
PG 22: Евсевий Кесарийский: Сочинения апологетические: «Доказательство в пользу Евангелия», «Против Гиерокла». Сочинения экзегетические: «Указатель для соглашения евангелий», «Ответ к Стефану и Марину о евангелии», «Извлечение из пророков о Христе», и т. д.
PG 23: Евсевий Кесарийский: «Толкования на псалмы»
PG 24: Евсевий Кесарийский: «Толкования на псалмы», фрагменты «Толкования на книгу притчей Соломоновых», «Толкования на пророчества Исаии», фрагменты «Толкования на пророчества Даниила», «Толкования на Евангелие от Луки», фрагменты «Толкования на Послание к евреям»; «Богоявление», «На праздник Пасхи», «Против Маркелла», «Церковное богословие», двенадцать небольших сочинений (opuscule).
PG 25: Афанасий Великий: «Слово на язычников», «Слово о воплощении Бога -Слова, и о пришествии Его к нам во плоти», «Изложение веры», «На слова: вся Мне предана суть Отцем Моим: и никто же знает, кто есть Сын, токмо Отец; и кто есть Отец, токмо Сын, и ему же аще волит Сын открыти», «Окружное послание», «Защитительное слово против ариан», «Послание о том, что Собор Никейский, усмотрев коварство Евсеевых приверженцев, определение своё против арианской ереси изложил приличным образом и благочестно», «О Дионисии, Епископе Александрийском, а именно, что он, как и Никейский Собор, думает противно арианской ереси, и напрасно клевещут на него ариане, будто бы он единомыслен с ними», «Письмо к Драконтию», «К Епископам Египта и Ливии — окружное послание против ариан», «Защитительное слово Афанасия пред царем Констанцием», «Защитительное слово, в котором Свт. Афанасий оправдывает бегство своё во время гонения, произведенного дуком Сирианом», «Послание к брату Серапиону (о смерти Ария)», «Послание к инокам», «Послание Афанасия к монахам повсюду пребывающим о том, что сделано арианами при Констанции (история ариан)»,
PG 26: Афанасий Великий: «На ариан слово первое», «На ариан слово второе», «На ариан слово третье», «На ариан слово четвёртое», «К Серапиону, епископу Тмуйсскому, послание 1-е. Против хулителей, утверждающих, что Дух Святый есть тварь», «К тому же епископу Серапиону послание 2-е. Против утверждающих, что Сын есть тварь», «К тому же епископу Серапиону послание 3-е. О Духе Святом», «К тому же епископу Серапиону послание 4-е. О святом Духе», «Послание о Соборах, бывших в Аримине италийском и в Селевкии исаврийской», «Свиток Афанасия, Александрийского Архиепископа, к Антиохийцам», «Послание к императору Иовиану», «Житие преподобного отца нашего Антония, описанное святым Афанасием в послании к инокам, пребывающим в чужих странах», «О явлении во плоти Бога Слова, и против ариан», послания к разным лицам, «Послание к подвизающимся в иноческой жизни» и т. д.
PG 27: Афанасий Великий: «Послание к Маркеллину об истолковании псалмов», «Предуведомление о псалмах», «Толкование на Псалмы», фрагменты: «Толкование на Иова», «Толкование на Песнь песней», «Толкование на Евангелие от Матфея», «Толкования на Евангелие от Луки», «Толкование на Первое послание к Коринфянам»
PG 28: Афанасий Великий: Dubia, Spuria
PG 29: Василий Великий: «Беседы на шестоднев», «Беседы на псалмы», «Опровержение на защитительную речь злочестивого Евномия»
PG 30: Василий Великий: «Толкование на пророка Исаию» и т. д.
PG 31: Василий Великий: «Беседы», Послания аскетического характера, Послания нравственного характера, и т. д.
PG 32: Василий Великий: «О Святом Духе к Святому Амфилохию, Епископу Иконийскому», письма и т. д.
PG 33: Кирилл Иерусалимский, Аполлинарий Лаодикийский, Диодор Тарсийский, Пётр Александрийский, Тимофей Александрийский, Исаак бывший иудей
PG 34: Макарий Египетский, Макарий Александрийский
PG 35: Григорий Назианзин: «Слова» (1 — 26)
PG 36: Григорий Назианзин: «Слова» (27 — 45)
PG 37: Григорий Назианзин, Василий Младший (епископ Кесарии, X век)
PG 38: Григорий Назианзин, Кесарий Назианзин
PG 39: Дидим Слепой, Амфилохий Иконийский, Нектарий
PG 40: египетские Отцы: Антоний Великий, Пахомий Великий, Серапион Тмуитский, Исаия Отшельник, Орсисий, Авва Феодор, Астерий Амасийский, Немесий, Иероним Греческий, Серапион Антиохийский, Филон Карпасийский, Евагрий Понтийский
PG 41: Епифаний Кипрский: «Панарион» главы 1-64
PG 42: Епифаний Кипрский: «Панарион» главы 65-80
PG 43: Епифаний Кипрский: «Анкорат», Нонн Панополитанский
PG 44: Григорий Нисский: «О жизни Моисея Законодателя», «О надписании псалмов», «Точное истолкование Екклезиаста Соломонова», «Изъяснение Песни песней Соломона», и т. д.
PG 45: Григорий Нисский: «Опровержение Евномия», и т. д.
PG 46: Григорий Нисский: Догматические сочинения и т. д.

### V век
PG 47: Иоанн Златоуст: Житие Иоанна Златоуста и различные похвальные слова в честь него; «Увещания к Феодору Падшему» (Увещание 1е,2е), «К враждующим против тех, которые привлекают к монашеской жизни» (Слово 1 — Слово 3), «О сокрушении» (Слово 1 — Слово 2), «К Стагирию подвижнику, одержимому демоном» (Слово 1 — Слово 3), «Слово к жившим вместе с девственницами», «Слово к девственницам, жившим вместе с мужчинами»
PG 48: Иоанн Златоуст: «Книга о девстве», «К молодой вдове», «Беседы О священстве» (слово 1 — Слово 6), «Беседа по рукоположении во пресвитера», «Против аномеев» (Слово 1 — Слово 12), «Рассуждение против иудеев и язычников», «Против иудеев» (слово 1 — Слово 8), «Слово о проклятии», «Слово на новый год», «О Лазаре» (Слово 1 — Слово 7), Spuria
PG 49: Иоанн Златоуст: Двадцать одна беседа к Антиохийскому народу, Два огласительных слова, Три беседы о бессилии дьявола, Девять бесед о покаянии
PG 50: Иоанн Златоуст
PG 51: Иоанн Златоуст: 25 Бесед на некоторые места Нового Завета
PG 52: Иоанн Златоуст:
PG 53: Иоанн Златоуст: «Беседы на Книгу Бытия» часть 1
PG 54: Иоанн Златоуст: «Беседы на Книгу Бытия» часть 2, «Восемь слов на Книгу Бытия», «Пять слов об Анне», «Три беседы о Давиде и Сауле»
PG 55: Иоанн Златоуст: «Толкования на Псалмы», «Толкования на Псалмы», «Толкования на Псалмы» (Dubia), «Толкования на Псалмы» (Spuria)
PG 56: Иоанн Златоуст: «Толкование на пророка Исаию», «Беседы на слова пророка Исаии», «Беседа на слова пророка: Я образую свет и творю тьму, делаю мир и произвожу бедствия (Ис.45:7)», «Беседа на слова пророка Иеремии: Знаю, Господи, что не в воле человека путь его, что не во власти идущего давать направление стопам своим (Иер.10:23)», «Объяснение того, что неясность пророчеств о Христе, язычниках и отпадении иудеев полезна», «Еще о неясности Ветхого Завета и о человеколюбии Божиим, и о том, что не должно осуждать друг друга», «Толкование на пророка Даниила», «Беседа, сказанная в великой церкви, после того, как (епископ) сказал немного на Евангелие, на слова: Сын ничего не может творить Сам от Себя, если не увидит Отца творящего (Ин.5:19)», «Беседа о Мелхиседеке», «Беседа против оставивших Церковь и ушедших на конские ристалища и зрелища», «Беседа на апостольские слова: знай же, что в последние дни наступят времена тяжкие (2Тим.3:1)», «Беседа о совершенной любви, и о воздаянии по достоинству дел, и о сокрушении», «Беседа о воздержании», «Об утешении при смерти: Слово первое и Слово второе», «Обозрение книг Ветхого Завета», ….
PG 57: Иоанн Златоуст: «Толкование на Евангелие от Матфея» часть 1
PG 58: Иоанн Златоуст: «Толкование на Евангелие от Матфея» часть 2
PG 59: Иоанн Златоуст: «Толкование на Евангелие от Иоанна», Spuria
PG 60: Иоанн Златоуст: «Толкования на Деяния святых апостолов», «Толкование на послание апостола Павла к Римлянам», Spuria
PG 61: Иоанн Златоуст: «Толкование на Первое послание апостола Павла к Коринфянам», «Толкование на Второе послание апостола Павла к Коринфянам», «Толкование на послание апостола Павла к Галатам», Spuria
PG 62: Иоанн Златоуст: «Толкование на послание апостола Павла к Ефесянам», «Толкование на послание апостола Павла к Филиппийцам», «Толкование на послание апостола Павла к Колоссянам», «Толкование на Первое послание апостола Павла к Фессалоникийцам», «Толкование на Второе послание апостола Павла к Фессалоникийцам», «Толкование на Первое послание апостола Павла к Тимофею», «Толкование на Второе послание апостола Павла к Тимофею», «Толкование на послание апостола Павла к Титу», «Толкование на послание апостола Павла к Филимону», Spuria
PG 63: Иоанн Златоуст: «Толкование на послание апостола Павла к Евреям»,….
PG 64: Иоанн Златоуст: Дополнения к беседам, письмам, толкованиям Священного Писания, молитвам; Мелетий монах.
PG 65: Севериан Гавальский, Феофил Александрийский, Палладий Еленопольский, Филосторгий, Аттик Константинопольский, Прокл Константинопольский, Флавиан Константинопольский, Марк Подвижник, Марк Диадох, Марк Диакон
PG 66: Феодор Мопсуетский, Синезий Киренский, Арсений Великий
PG 67: Сократ Схоластик и Созомен
PG 68: Кирилл Александрийский: «О поклонении и служении в Духе и истине» (17 книг)
PG 69: Кирилл Александрийский: Глафира, или искусные объяснения избранных мест из книги Бытия. Кн. 1-7; Исход, Левит, Чисел, Второзакония; Объяснение Псалмов; Фрагменты толкований на 2 песни Моисея, на песнь Анны, на Притч. 8:22, на Песнь Песней.
PG 70: Кирилл Александрийский: Толкование на пророка Исаию. Отрывки толкования на Иеремию, Варуха, Иезекииля и Даниила.
PG 71: Кирилл Александрийский: Толкования на пророков Осию, Иоиля, Амоса, Авдия, Иону, Михея, Наума, Аввакума, Софонию, Аггея.
PG 72: Кирилл Александрийский: Толкования на пророков Захарию, Малахию. Отрывки толкования на Евангелие от Матфея и от Луки.
PG 73: Кирилл Александрийский: Толкования на евангелие от Иоанна
PG 74: Кирилл Александрийский: Толкования на евангелие от Иоанна (продолжение), начиная от 10:18; Отрывки толкования на Деяния апостолов, на послания к Римлянам, к Коринфянам, к Евреям. Отрывки толкования на соборные послания Иакова, Петра, Иоанна, Иуды
PG 75: Кирилл Александрийский: «Θησαυρός» («Сокровище») — труд о Пресвятой Троице.
PG 76: Кирилл Александрийский: пять книг против Нестория; Изъяснение «12 глав», изложенное в Ефесе, когда Святой Собор потребовал яснейшего изложения их. Защищение «12 глав». Защищение «12 глав» против Феодорита. Обращение к благочестивому и христолюбивому императору Феодосию. Апология в защиту христианства против императора Юлиана Отступника. Сочинение против антропоморфизма. На Святой Символ. Отрывки догматических сочинений
PG 77: Кирилл Александрийский, Феодот Анкирский, Павел Эмесский, Акакий Верройский, Иоанн Антиохийский, Мемнон Эфесский, Акакий Мелитинский, Рабул Эдесский, Фирм Кесарийский, Амфилохий Сидский
PG 78: Исидор Пелусиот
PG 79: Нил Синайский
PG 80: Феодорит Кирский: «Изъяснение трудных мест Божественного Писания по выбору (толкования на книги: Бытие, Исход, Левит, Числа, Второзаконие, Иисус Навин, Судей, Руфь, 1-4 Царств, Паралипоменон)», «Толкование Псалтыри»
PG 81: Феодорит Кирский: «Толкования на: Песнь Песней, Исайю, Иеремию, Иезекииля, Даниила и на 12 пророков»
PG 82: Феодорит Кирский: «Толкование 14 посланий апостола Павла», «Церковная история», «История боголюбцев», «Слово о Божественной и Святой Любви»
PG 83: Феодорит Кирский: «Эранист или Полиформ», «Ἀποδείξεις διὰ συλλογισμῶν ὅτι ἄτρεπτος ὁ Θεὸς λόγος», «Басни еретиков, или история ересей, изложенная в пяти книгах», «О промысле», «„Врачевание предрассудков еллинских“ или „Познание Евангельской истины из еллинской философии“», «Против Несторием посеянного», «Троица», Послания, «Обличение двенадцати анафематств Кирилла» и т. д.
PG 84: Феодорит Кирский: О Феодорите пять диссертаций.
PG 85: Василий Селевкийский, Евфталий Александрийский, Иоанн Карпафийский, Эней Газский, Захария Митиленский, Геласий Кизикский, Феотим, Аммоний Сакк, Андрей Самосатский, Геннадий Константинопольский, Кандид, Антипатр Бострский, Далмаций Кизикский, Тимофей Беритский, Евстафий Беритский.

### VI век
PG 86a: пресвитер Тимофей Константинопольский, Иоанн Максентий, Феодор Чтец, диакон Прокопий Тирский, епископ Феодор Скифопольский, пресвитер Тимофей Иерусалимский, Феодосий Александрийский, Евсевий Александрийский, Евсевий Эмесский, Гренентий Тафарский, константинопольский патриарх Епифаний, Исаак Ниневийский, Варсануфий Палестинский, инок Евстафий, император Юстиниан I, Агапит Диакон, Леонтий Византийский
PG 86b: Леонтий Византийский, патриарх Ефрем Антиохийский, Павел Силенциарий, патриарх Евтихий Константинопольский, Евагрий Схоластик, Евлогий Александрийский, Симеон Стилит Младший, патриарх Захарий Иерусалимский, патриарх Модест Иерусалимский, аноним об осаде Иерусалима персами, Иовий, епископ Эрехтий Антиохийский, епископ Пётр Лаодикийский.

### VII век
PG 87a: Прокопий Газский
PG 87b: Прокопий Газский
PG 87c: Прокопий Газский, Иоанн Мосх, Софроний Иерусалимский, инок Александр
PG 88: Козьма Индикоплевст, Константин Диакон, Иоанн Лествичник, Агафий Миринейский, епископ Григорий Антиохийский , Иоанн IV Постник, Авва Дорофей
PG 89: Анастасий Синаит, Анастасий Антиохийский, Авва Анастасий Евтимийский, антиохийский патриарх Анастасий II (Патриарх Антиохийский), Антиох Савский
PG 90: Максим Исповедник
PG 91: Максим Исповедник, Фалассий Ливийский, Феодор Раифский
PG 92: Пасхальная хроника
PG 93: Диакон Олимпиодор Александрийский, Исихий Синайский, епископ Леонтий Неапольский, Леонтий Дамаскский

### VIII век
PG 94: Иоанн Дамаскин: «Философские главы», «Точное изложение православной веры»
PG 95: Иоанн Дамаскин:
PG 96: Иоанн Дамаскин, Иоанн Никейский, Иоанн VI, Иоанн Евбейский
PG 97: Иоанн Малала (VI век), Андрей Критский, Илия Критский и Феодор Абу Курра
PG 98: константинопольский патриарх Герман I, Косьма Иерусалимский, епископ Григорий Агригентский, Anonymus Becuccianus, диакон Панталеон Константинопольский, инок Адриан, диакон Епифаний Катанийский, инок Пахомий, инок Филофей, Тарасий Константинопольский
PG 99: Феодор Студит

### IX век
PG 100: константинопольский патриарх Никифор, диакон Стефан Константинопольский, Григорий Декаполийский, александрийский патриарх Христофор I, константинопольский патриарх Мефодий I, Георгий Никомидийский
PG 101: константинопольский патриарх Фотий I
PG 102: константинопольский патриарх Фотий I
PG 103: константинопольский патриарх Фотий I: Библиотека
PG 104: Фотий Константинопольский, Пётр Сицилийский, епископ Пётр Аргосский, Варфоломей Эдесский
PG 105: Никита Пафлагонийский, Никита Византийский, Феогност Грамматик, аноним, Иосиф Песнописец

### X век
PG 106: Иосип, Никифор Философ, архиепископ Андрей Кесарийский, Арета Кесарийский, Иоанн Геометр, Косьма Веститор, Лев Патрикий, епископ Афанасий Коринфский, греческий аноним
PG 107: император Лев Мудрый
PG 108: Феофан Исповедник, Неизвестный Автор, Лев Грамматик, Анастасий Библиотекарь
PG 109: Продолжатель Феофана
PG 110: Георгий Амартол
PG 111: константинопольский патриарх Николай Мистик, архиепископ Новых Патр Василий, Василий Кесарийский, пресвитер Григорий Кесарийский, Иосиф Генезий, Моисей Сирский, Феодор Дафнопат, пресвитер Никифор Константинопольский, александрийский патриарх Евтихий Александрийский, Георгий Амартол
PG 112: император Константин VII Багрянородный, О церемониях
PG 113: Константин VII Багрянородный, Никон Критский, диакон Феодосий
PG 114: Симеон Метафраст
PG 115: Симеон Метафраст
PG 116: Симеон Метафраст
PG 117: Минологий Василия II, император Василий II, император Никифор II Фока, Лев Диакон, Ипполит Фивский, Иоанн Георгид, Игнатий Диакон, Нил Епарх, Христофор Протоасикритис, Михаил Амартол, Аноним, Суда
PG 118: Экумений Триккский
PG 119: Экумений Триккский, различные авторы (патриархи, епископы, другие) о греко-романском каноническом праве.

### XI век
PG 120: Аноним о жизни Нила Младшего, епископ Феодор Иконийский, Лев Пресвитер, Лев Грамматик, Иоанн Пресвитер, инок Епифаний Иерусалимский, константинопольский патриарх Алексий I, епископ Кизикский Димитрий Синкелл, Никита Хартофилакс, константинопольский патриарх Михаил Кируларий, епископ Самон Газский, архиепископ болгарский Лев Охридский, Никита Стифат, Иоанн Евхаитский, константинопольский патриарх Иоанн VIII Ксифилин, диакон Иоанн Константинопольский, Симеон Новый Богослов
PG 121: Георгий Кедрин: «Хроника»
PG 122: Георгий Кедрин, Иоанн Скилица, Михаил Пселл
PG 123: Феофилакт Болгарский: «Толкования Евангелий: от Матфея, Марка, Луки, Иоанна»
PG 124: Феофилакт Болгарский: «Толкования на послания апостола Павла: к Римлянам, к Коринфянам, к Галатам, к Эфесянам, к Филиппийцам, к Колоссянам, к Фессалоникийцам»
PG 125: Феофилакт Болгарский: «Толкования на послания апостола Павла: к Тимофею, к Титу, к Евреям»
PG 126: Феофилакт Болгарский: «Толкования на послания апостолов Иакова, Петра, Иоанна, Иуды», «Толкования на пророков: Осию, Аввакума, Иону, Наума, Михея»

### XII век
PG 127: Никифор Вриенний, Константин Манассия, константинопольский патриарх Николай III, Лука VII Аббат Гроттаферрата, инок Никон Раифский, архиепископ Анастасий Кесарийский, Никита Серроний, инок Иаков Коккинобафский, Филипп Солитарий, инок Иов, архиепископ Миланский Гроссолан, Ирина Дукина, император Никифор III Вотаниат, Никита Сидский
PG 128: Евфимий Зигабен: «Толковая Псалтырь»
PG 129: Евфимий Зигабен: «Толковое Евангелие»
PG 130: Евфимий Зигабен: «Догматическое всеоружие православной веры»
PG 131: Евфимий Зигабен, Анна Комнина
PG 132: Феофан Керамей, Нил Доксапатр, епископ Иоанн Антиохийский, император Иоанн II Комнин, Исаак католикос Великой Армении
PG 133: инок Арсений Филофейский, Алексий Аристин, константинопольский патриарх Лука Хрисоверг, Феориан Философ, Иоанн Киннам, император Мануил I Комнин, император Алексей I Комнин, император Андроник I Комнин, Феодор Продром
PG 134: Иоанн Зонара: «Хроника»
PG 135: Иоанн Зонара, константинопольский патриарх Георгий II Ксифилин, император Исаак II Ангел, Неофит Пресвитер, митрополит Эфесский Иоанн Хила, митрополит Николай Мефонский, Евстафий Фессалоникийский
PG 136: Евстафий Фессалоникийский, Антоний Мелисса

### XIII век
PG 137: Феодор Вальсамон, Алексий Аристин, Иоанн Зонара: Толкования на каноны: святых апостол, Вселенских соборов, поместных соборов
PG 138: Феодор Вальсамон, Алексий Аристин, Иоанн Зонара: Толкования на каноны: поместных соборов (продолжение), толкования на каноны святых отцов; ответы Феодора Вальсамона патриарху Марку
PG 139: митрополит Исидор Фессалоникийский, митрополит Фессалоникийский Никита Маронийский, епископ Иоанн Китрский, александрийский патриарх Марк III, Иоиль Хронограф, Никита Хониат
PG 140: Никита Хониат, греческий аноним, архиепископ афинский Михаил Акоминат, епископ Феодор Аланский, епископ Феодор Андида, Мануил Ритор, диакон Панталеон Константинопольский, константинопольский патриарх Мануил I Харитопул, патриарх Герман II, митрополит Фессалоникийский Михаил Хумн, император Феодор I Ласкарис, Мефодий монах, патриарх Никифор II, Константин Акрополит, патриарх Арсений Авториан, Георгий Акрополит, Никифор Хумн, Александр IV, Сикст IV
PG 141: Иоанн XI Векк, Константин Мелитиниот, Георгий Метохит
PG 142: Григорий Кипрский, константинопольский патриарх Афанасий I, Никифор Влеммид

### XIV век
PG 143: Ефремий Хронограф, митрополит Феолипт Филадельфийский, Георгий Пахимер.
PG 144: Георгий Пахимер, Феодор Метохит, Матфей Властарь
PG 145: Матфей Властарь, Фома Магистр, Никифор Каллист Ксанфопул
PG 146: Никифор Каллист Ксанфопул
PG 147: Никифор Каллист Ксанфопул, иноки Каллист и Игнатий Ксанфопул, константинопольский патриарх Каллист, Каллист Тиликуд, Каллист Катафигиот, инок Никифор, Максим Плануд
PG 148: Никифор Григора
PG 149: Никифор Григора, митрополит Фессалоникийский Нил Кавасила, Феодор Мелитиниот, Георгий Лапиф
PG 150: Константин Арменопул, митрополит Филадельфийский Макарий Хрисокефал, константинопольский патриарх Иоанн XIV Калека, архиепископ Феофан Никейский, Николай Кавасила, Григорий Палама
PG 151: Григорий Палама, Григорий Акиндин, Варлаам Калабрийский
PG 152: Мануил Калека, Иоанн Кипарисиот, Матфей Кантакузин, синодальные и патриаршие каноны и законодательные акты различных патриархов (Иоанн XIII, Исайя I, Иоанн XIV Калека, Исидор I Вухирас, Каллист I, Филофей)
PG 153: Иоанн Кантакузин
PG 154: Иоанн Кантакузин, архиепископ Филофей Силимврийский, Димитрий Сидонский, инок Максим Хрисоверг

### XV век
PG 155: Архиепископ Симеон Фессалоникийский
PG 156: Мануил Хрисолор, Иоанн Канан, Мануил II Палеолог, Иоанн Анагност, Георгий Сфрандзи
PG 157: Георгий Кодин, историк Дука
PG 158: Михаил Глика, диакон Иоанн Адрианопольский, Исаия Кипрский, Иларион, Иоанн Аргиропул, константинопольский патриарх Иосиф II, Иов монах, Варфоломей де Яно Ордо Минорум, Николай Варвар, аноним о жизни Мехмеда II
PG 159: Лаоник Халкокондил, Леонард Митиленский, Исидор Фессалоникийский, Иосиф Мефонский
PG 160: константинопольский патриарх Григорий III Мамма, константинопольский патриарх Геннадий II, Георгий Гемист Плифон, Матфей Камариот, Марк Эфесский, папа Николай V
PG 161: Виссарион Никейский, Георгий Трапезундский, Константин Ласкарис, Феодор Газа, Андроник Каллист